# Die Geschichte eines Clowns
Die Geschichte eines Clowns er en tysk stumfilm fra 1924 af Rudolf Meinert.

## Medvirkende
- Alfred Abel
- Robert Garrison
- Maly Delschaft
- Philipp Manning
- Lotte Sachs
- Max Schreck
- Margot Morgan
- Margarete Kupfer
- Olga Limburg